# 飞沙河水库
飞沙河水库是中国湖北省随州市广水市境内的一座水库，位于狮河上游，建于1960年。水库正常库容为4690万立方米，集雨面积为45平方千米，海拔为182米。